# Сумароков Олександр Олександрович
Сумароков Олександр Олександрович (нар. 1884, Вільнюс — † 1969?) — радянський актор театру і кіно, режисер. Заслужений артист УРСР (1954), заслужений діяч мистецтв Чечено-Інгушетії.

## Життєпис
З дитинства захоплювався цирком і театром. Брав участь в антрепризі К. М. Незлобіна, М. Г. Майської.
Перебував на акторській біржі у Москві.
Брав участь у спектаклях трупи актриси і антрепренера Кручиніної (Сарапул Вятської губернії). Згодом — служба в антрепризах М. Є. Аблова, Д. І. Басманова, О. М. Істоміної, С. І. Крилова, З. О. Малиновської, М. М. Синельникова, М. Судьбініна.
Працював у Вітебську. Згодом став художнім керівником театру у Гомелі.
У 1907—1908 і 1914—1917 працював у московських театрах (зокрема у студії Мейєрхольда), у 1913—1916 — актор і головний режисер Миколаївського Нижегородського драматичного театру (Нижній Новгород). Працював у театрах Харкова, Ростова.
1922—1923 — на сцені Театру Революції (згодом — Московський театр імені Маяковського).
1927—1929 — головний режисер і актор Першого радянського драматичного театру імені товариша Луначарського (згодом — Краснодарський театр драми ім. Горького).
1934—1935 — головний режисер Дніпропетровського театру російської драми імені Максима Горького.
1938—1942 — працює в Київському театрі музичної комедії (згодом — Київський театр оперети). Також був режисером Київського театру транспорту.
В 1966 грав на сцені Єреванського російського драмтеатру.

## Режисерські роботи
- «На дні» М. Горького (1928, Краснодар)
- «Гроза» Островського,
- «Дон Жуан» Ґольдоні,
- «Гамлет» Шекспіра,
- «Чаклунка» та ін.

## Театральні ролі
Брав участь у спектаклях «Гамлет» Шекспіра, «Гроза» Островського, «Підступність і кохання» і «Розбійники» Шиллера, «Орлятко», «Затонулий дзвін» Гергарта та ін.

## Ролі в кіно
В 1958 году зіграв у музичному фільмі «Літа молодії» і в 1966 у режисера Якова Сегеля у фільмі «Прощавайте, голуби» в епізодичній ролі перехожого з парасолькою.
Автор книг-спогадів.